# Adrian Sutil
Adrian Sutil (* 11. ledna 1983, Starnberg) je německý bývalý pilot Formule 1.

## Osobní život
Sice se narodil v Německu, ale jeho otec Jorge pochází z Uruguaye a od malička s ním mluví pouze španělsky a on mu odpovídá německy. Jorge a Monika Sutil se rozvedli, když mu bylo 13 let. Od té doby žil pouze s otcem. Má ještě dva bratry, Daniela a Raphaela.
Jeho dědeček byl Brazilec a babička byla z Argentiny. Jeho praděda byl Ital a prababička zase pocházela z Belgie. Plynně hovoří německy, španělsky, anglicky a italsky.
Nyní žije ve švýcarském Niederbippu. Je svobodný a mezi jeho zájmy patří biliár, lyžování, klavír a squash.

## Kariéra před Formulí 1
Už jako čtrnáctiletý závodil na motokárách. V roce 2002 potom následoval přechod do švýcarské série Formula Ford 1800. Tam vyhrál všech deset závodů sezóny a současně získal i všech deset pole position. Mimo to si připsal na své konto i pět vítězství v rakouském seriálu Formula Masters.
Po postupu do Formule BMW ADAC v roce 2003 přišly první prohry a musel se spokojit s celkově šestým místem, přičemž nevyhrál ani jednou. O sezónu později postoupil do evropské série Formule 3.

## Kariéra ve Formuli 3
V roce 2004 spojil své síly s týmem Colina Kollese. To byl velmi důležitý krok, protože známost s Kollesem se mu později velmi hodila. Poslední závody sezóny odjezdil v barvách týmu ASM.
V týmu ASM zůstal i v roce 2005 přičemž jeho kolegou se stal Brit Lewis Hamilton. Ten jej zastínil – Hamilton vyhrál 15 závodů a Sutil pouhé dva. V celkovém pořadí skončil Sutil druhý za svým kolegou. Stejné umístění dosáhl Sutil i na prestižním závodě Marlboro Masters F3 v Zandvoortu.
Poslední dva závody sezóny F3 vynechal, jelikož se mu naskytla šance závodit za A1 Team Německo v nové sérii A1 Grand Prix. Sutil absolvoval závod v Portugalsku, Austrálii a v Dubaji a jeho nejlepším výsledkem bylo 12. místo.
Ročník 2006 strávil v Japonsku, kde nastupoval v místním šampionátu F3. Tam se mu dařilo výborně a za volantem Toyoty týmu TOM si vybojoval mistrovský titul. Mimoto nastoupil i v závodě série Super GT a sezónu zakončil ziskem třetího místa prestižním finále F3 v čínském Macau. V Macau se stal nejlepším Němcem, nejlepším nováčkem a zároveň nejlepším pilotem s motorem Toyota. Do závodu přitom startoval až ze šesté pozice. Po několika zajímavých soubojích se sklonil pouze před Mikem Conwayem a Richardem Antinuccim.

## Formule 1

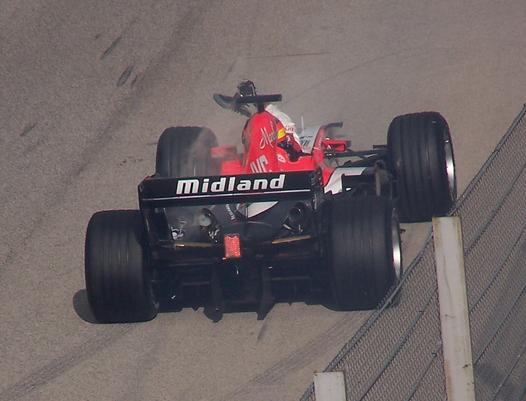
Adrian Sutil 2006

### 2006: Midland F1 Racing
Do světa F1 vstoupil už v roce 2006. V lednu se stal jedním ze tří testovacích pilotů nového týmu Midland F1 Racing, kde se o tuto pozici dělil s Markusem Winkelhockem a Giorgiem Mondinim. Místo v této stáji získal hlavně díky obnovené známosti s Colinem Kollesem, který byl šéfem ruského týmu.
V roce 2006 absolvoval tři soutěžní víkendy F1. V pátečních trénincích se představil během Grand Prix Evropy, Grand Prix Francie a Grand Prix Japonska. Po transformaci týmu Midland F1 na Spyker F1 se jeho pozice ještě více posilnila a těsně před Vánocemi ho holandská stáj jmenovala za oficiálního pilota a partnera Christijana Alberse pro rok 2007.

### 2007: Spyker F1
Od začátku sezóny 2007 pravidelně porážel svého týmového kolegu Christijana Alberse jak při kvalifikacích, tak při závodech. Albers byl pro GP Evropy nahrazen jeho krajanem a testovacím jezdcem týmu Markusem Winkelhockem. Ve zbytku sezóny zastal post druhého jezdce Japonec Sakon Jamamoto, Markus Winkelhock pokračoval u týmu jako třetí jezdec. Při Maďarské GP se stal prvním jezdcem Spykeru, který dojel do cíle před vozem jiného týmu, když předjel během závodu Rubense Barrichella s Hondou.
Pro Tureckou GP bylo v plánu použít b-specifikaci vozu, která ale neprošla crashtesty zadní části a tým musel použít stejný vůz jako v předchozích GP. Po problémech s tlakem paliva zůstal Sutil stát několik minut v boxech a i když se vrátil do závodu, dojel jej nakonec s pěti koly ztráty. Při následujícím závodě v Monze dojel, hlavně díky povaze okruhu a navzdory použití b-specifikace vozu Spyker F8-VII, na konečném 19. místě, ale znovu před týmovým kolegou.
Při GP Belgie se ukázala síla b-specifikace a společně Jamamotem dokázal při kvalifikaci konkurovat ostatním vozům. Nakonec zajel čas jen o půl sekundy pomalejší než dosáhl Vitantonio Liuzzi na 16. místě. Během závodu předjel Sutil Toyotu Jarna Trulliho, Hondy Rubense Barrichella a Jensona Buttona, Red Bull Davida Coultharda, Vitantonia Liuzziho s Toro Rosso a Williams Alexandra Wurze. Během závodu se dostal až na 12. místo a závod nakonec dojel na 14. místě.
O dva týdny později, při deštivé GP Japonska na okruhu Fudži, jen těsně mu unikl první bod, který by byl zároveň i prvním bodem pro tým Spyker F1. Krátce před koncem závodu se, díky selhání vozu BMW Nicka Heidfelda, držel na osmém místě, ale před cílem jej předjel Vitantonio Liuzzi s vozem Toro Rosso. Dokončil na 9. místě, což bylo jeho nejlepším umístěním v F1. Po závodě vyšlo najevo, že Liuzzi jej předjel pod žlutými vlajkami, dostal penalizaci 25 sekund a díky tomu se Sutil posunul na 8. místo. Toro Rosso sice podalo odvolání, ale to bylo zamítnuto a trest zůstal v platnosti.
Poslední dva závody roku nedokončil. Po sezóně byl pochválen za své dosavadní výkony ve Formuli 1. Navzdory tomu, že většinu roku řídil nekonkurenceschopný vůz, dokázal německý nováček ohromit hlavně dominancí nad svými týmovými kolegy, které pravidelně porážel v kvalifikacích i v závodech, ale také souboji s ostatními jezdci vybavenými lepší technikou.
Na sezónu 2008 měl Sutil platný kontrakt s týmem Force India (dříve Spyker F1).

### 2008–2011: Force India
Pokračoval v týmu i nadále, jen se změnil název na Force India. Začátek sezóny započal dvěma odstoupeními kvůli mechanickým potížím. Skvěle rozjetý závod měl v Monaku. Ještě 6 kol před koncem jezdil na úžasném 4. místě. Jenomže do něj narazil na 5. místě jedoucí Kimi Räikkönen, který ztratil kontrolu nad vozem. Jeho vůz byl poškozen a musel z tak skvěle rozjetého závodu odstoupit. V boxech se dokonce neubránil slzám.

### 2012
Kvůli ataku na majitele týmu Lotus F1 Erica Luxe musel na rok ukončit kariéru. U Force Indie ho nahradil na rok mladý a talentovaný Nico Hülkenberg,

### 2013:Force India
Hülkeberg se rozdhodl z Force Indie přestoupit do týmu Sauber.U Force Indie Adrian měl znovu šanci,soupeřů měl hodně,v jednu chvíli i 13 (např. Rubense Barrichella či Julesa Bianchio.Sedačku ale nakonec získal on,pomohly mu i peníze od společnosti Medion.

### 2014 - Sauber
Závěrem sezony 2013 se Sutil vyměnil s Nicem Hülkenbergem. Ten se po ročném působení v Sauberu vrací zpátky do Force Indie, zatímco ve švýcarské stáji ho střídá Sutil. Pro Sutila je to vlastně první přestup v kariéře jezdce F1, nakolik týmy Midland, Spyker a Force India byly prakticky stejný tým. Nakonec nezískal ani jeden bod. Touto sezonou ukončil kariéru ve F1.

## Kompletní výsledky ve Formuli 1
| Legenda k tabulce | Legenda k tabulce                                                                       |
| Barva             | Výsledek                                                                                |
| ----------------- | --------------------------------------------------------------------------------------- |
| Zlatá             | Vítěz                                                                                   |
| Stříbrná          | 2. místo                                                                                |
| Bronzová          | 3. místo                                                                                |
| Zelená            | Bodované umístění                                                                       |
| Modrá             | Nebodované umístění                                                                     |
| Modrá             | Dokončil neklasifikován (NC)                                                            |
| Fialová           | Odstoupil (Ret)                                                                         |
| Červená           | Nekvalifikoval se (DNQ)                                                                 |
| Červená           | Nepředkvalifikoval se (DNPQ)                                                            |
| Černá             | Diskvalifikován (DSQ)                                                                   |
| Bílá              | Nestartoval (DNS)                                                                       |
| Bílá              | Závod zrušen (C)                                                                        |
| Světle modrá      | Pouze trénoval (PO)                                                                     |
| Světle modrá      | Páteční testovací jezdec (TD)                                                           |
| Bez barvy         | Netrénoval (DNP)                                                                        |
| Bez barvy         | Vyřazen (EX)                                                                            |
| Bez barvy         | Nepřijel (DNA)                                                                          |
| Bez barvy         | Odvolal účast (WD)                                                                      |
| Bez barvy         | Nezúčastnil se (prázdné)                                                                |
| Označení          | Význam                                                                                  |
| Tučnost           | Pole position                                                                           |
| Kurzíva           | Nejrychlejší kolo                                                                       |
| †                 | Jezdec nedojel do cíle, ale byl klasifikován, protože odjel více než 90 % délky závodu. |
| ‡                 | Byl udělován poloviční počet bodů, protože bylo odjeto méně než 75 % délky závodu.      |
| Horní index       | Umístění bodujících jezdců ve sprintu                                                   |

| 2006                                        | Midland F1 Racing           | Midland M16       | Toyota RVX-06 2.4 V8         | BHR     | MAL     | AUS     | SMR     | EUR TD  | ESP     | MON     | GBR    | CAN     | USA     | FRA TD  | GER     | HUN     | TUR     | ITA     |         |         |         |        | –  | –         |
| 2006                                        | Spyker MF1 Team             | Midland M16       | Toyota RVX-06 2.4 V8         |         |         |         |         |         |         |         |        |         |         |         |         |         |         |         | CHN     | JPN TD  | BRA     |        | –  | –         |
| 2007                                        | Etihad Aldar Spyker F1 Team | Spyker F8-VII     | Ferrari 056H 2.4 V8          | AUS 17  | MAL Ret | BHR 15  | ESP 13  | MON Ret | CAN Ret | USA 14  | FRA 17 | GBR Ret | EUR Ret | HUN 17  | TUR 21† |         |         |         |         |         |         |        | 1  | 19. místo |
| 2007                                        | Etihad Aldar Spyker F1 Team | Spyker F8-VIIB    | Ferrari 056H 2.4 V8          |         |         |         |         |         |         |         |        |         |         |         |         | ITA 19  | BEL 14  | JPN 8   | CHN Ret | BRA Ret |         |        | 1  | 19. místo |
| 2008                                        | Force India F1 Team         | Force India VJM01 | Ferrari 056 2.4 V8           | AUS Ret | MAL Ret | BHR 19  | ESP Ret | TUR 16  | MON Ret | CAN Ret | FRA 19 | GBR Ret | GER 15  | HUN Ret | EUR Ret | BEL 13  | ITA 19  | SIN Ret | JPN Ret | CHN Ret | BRA 16  |        | 0  | 20. místo |
| 2009                                        | Force India F1 Team         | Force India VJM02 | Mercedes-Benz FO 108W 2,4 V8 | AUS 9   | MAL 17  | CHN 17† | BHR 16  | ESP Ret | MON 14  | TUR 17  | GBR 17 | GER 15  | HUN Ret | EUR 10  | BEL 11  | ITA 4   | SIN Ret | JPN 13  | BRA Ret | ABU 17  |         |        | 5  | 17. místo |
| 2010                                        | Force India F1 Team         | Force India VJM03 | Mercedes-Benz FO 108X 2,4 V8 | BHR 12  | AUS Ret | MAL 5   | CHN 11  | ESP 7   | MON 8   | TUR 9   | CAN 10 | EUR 6   | GBR 8   | GER 17  | HUN Ret | BEL 5   | ITA 16  | SIN 9   | JPN Ret | KOR Ret | BRA 12  | ABU 13 | 47 | 11. místo |
| 2011                                        | Force India F1 Team         | Force India VJM04 | Mercedes-Benz FO 108Y 2,4 V8 | AUS 9   | MAL 11  | CHN 15  | TUR 13  | ESP 13  | MON 7   | CAN Ret | EUR 9  | GBR 11  | GER 6   | HUN 14  | BEL 7   | ITA Ret | SIN 8   | JPN 11  | KOR 11  | IND 9   | ABU 8   | BRA 6  | 42 | 9. místo  |
| 2012: Adrian Sutil se neúčastnil Formule 1. |                             |                   |                              |         |         |         |         |         |         |         |        |         |         |         |         |         |         |         |         |         |         |        |    |           |
| 2013                                        | Sahara Force India F1 Team  | Force India VJM06 | Mercedes-Benz FO 108Y 2,4 V8 | AUS 7   | MAL Ret | CHN Ret | BHR 13  | ESP 13  | MON 5   | CAN 10  | GBR 7  | GER 13  | HUN Ret | BEL 9   | ITA 16† | SIN 10  | KOR 20† | JPN 14  | IND 9   | ABU 10  | USA Ret | BRA 13 | 29 | 13. místo |
| 2014                                        | Sauber F1 Team              | Sauber C33        | Ferrari 059/3                | AUS 11  | MAL Ret | BHR Ret | CHN Ret | ESP 17  | MON Ret | CAN 13  | AUT 13 | GBR 13  | GER Ret | HUN 11  | BEL 14  | ITA 15  | SIN Ret | JPN 21† | RUS 16  | USA Ret | BRA 16  | ABU 16 | 0  | 18. místo |